# Edwin Kowalik
Edwin Kowalik (ur. 1 września 1928 w Chropaczowie, zm. 20 maja 1997 w Warszawie) – pianista, kompozytor, publicysta.

## Życie
Dzieciństwo spędził w Częstochowie, gdzie mieszkał z rodzicami i rodzeństwem do 1935 r. Na skutek urazu okołoporodowego chłopcu stopniowo pogarszał się wzrok, aż do całkowitej jego utraty w siódmym roku życia. 
Naukę zaczął pobierać w Laskach w Zakładzie dla Niewidomych, gdzie ukończył szkołę podstawową i dwuletnie szkolenie zawodowe. Właśnie tam zorientowano się, że posiada słuch absolutny i wyjątkowe uzdolnienia muzyczne. Jego pierwszymi nauczycielami gry na fortepianie byli niewidomi muzycy – Włodzimierz Dolański i Włodzimierz Bielajew. Wybuch powstania warszawskiego przerwał naukę w Laskach. 
W 1945 r. rozpoczął się łódzki okres w życiu pianisty. Edwin Kowalik uczęszczał w Łodzi do średniej, a potem wyższej szkoły muzycznej. Grę na fortepianie studiował u pianisty Władysława Kędry, a następnie u Marii Wiłkomirskiej. W 1953 r. ukończył z odznaczeniem Państwową Wyższą Szkołę Muzyczną w Łodzi.
W tym samym roku wziął udział w Międzynarodowym Konkursie Pianistycznym w Bukareszcie, gdzie uzyskał III nagrodę. Następne dwa lata wypełniły przygotowania do V Międzynarodowego Konkursu Pianistycznego im. Fryderyka Chopina w Warszawie. Na konkursie tym, który odbył się w 1955 r., znalazł się wśród finalistów, wykonał Koncert e-moll i otrzymał dyplom honorowy. W 1957 r. reprezentował Polskę na Międzynarodowym Konkursie Pianistycznym w Rio de Janeiro i otrzymał VI nagrodę.
W 1956 r. przeniósł się z Łodzi do Warszawy, gdzie mieszkał do końca życia.

## Działalność i twórczość
Edwin Kowalik już w okresie studiów dużo koncertował, ale jego kariera pianistyczna rozwinęła się po Konkursie Chopinowskim i trwała ponad 40 lat. Na jego koncertowym szlaku znajdowały się dziesiątki miast i miasteczek polskich. Wiele również występował za granicą, w krajach takich jak: Stany Zjednoczone, Kanada, kraje Ameryki Południowej, Niemcy, Rosja, Czechy, Słowacja, Austria, Hiszpania i Anglia. Wykonywał koncerty z orkiestrą i recitale. Chętnie brał udział w występach łączących muzykę z poezją.
Od 1957 r. Edwin Kowalik angażował się w życie muzyczne niewidomych, pracując jako redaktor i wydawca nut brajlowskich w Polskim Związku Niewidomych. Nawiązał współpracę z Towarzystwem im. Fryderyka Chopina, co zaowocowało wydaniem systemem brajla Dzieł Wszystkich F. Chopina, a następnie Dzieł Wybranych K. Szymanowskiego. Ponadto przyczynił się do wydania w brajlu licznych podręczników do nauki gry oraz zbiorów nutowych dla instrumentalistów, chórów i zespołów muzycznych.
W 1960 r. zainicjował wydawanie czasopisma „Magazyn Muzyczny” i był jego wieloletnim redaktorem naczelnym. Brał udział w jury konkursów muzycznych organizowanych przez PZN. Współpracował na arenie międzynarodowej przy unifikacji notacji muzycznej dla niewidomych.
Edwin Kowalik pisał eseje, wspomnienia i liczne artykuły publicystyczne z dziedziny kultury, a zwłaszcza muzyki. Ponadto komponował drobne utwory fortepianowe, piosenki i pieśni. Do tych ostatnich niekiedy sam pisał słowa. W 1979 r. uzyskał w Pradze III nagrodę w konkursie kompozytorskim za Tryptyk na fortepian.
Był wielkim miłośnikiem poezji, sam również pisał wiersze. Dokonał nagrań radiowych i płytowych. Nagrał kilka płyt analogowych, m.in. Piano favorite Pronit SXL-1088 i Recital fortepianowy Muza SXL-0583. Już po śmierci artysty wydana została płyta CD Moje fascynacje, z utworami Fryderyka Chopina w wykonaniu Edwina Kowalika, przeplatanymi jego wierszami w interpretacji Krzysztofa Kolbergera.
Edwin Kowalik został uhonorowany odznaczeniami muzycznymi i państwowymi (Złoty Krzyż Zasługi – 1956, Order Sztandaru Pracy – 1979, Krzyż Kawalerski Orderu Odrodzenia Polski – 1970, Zasłużony Działacz Kultury, Odznaka Honorowa PZN – 1972 i inne).
Powstały o nim dwa filmy dokumentalne: Chopin zapisany brajlem i Pamięci Edwina Kowalika.
W 1998 r. powstało Towarzystwo Muzyczne im. Edwina Kowalika, którego celem jest wspieranie i upowszechnianie aktywnego uczestnictwa osób niewidomych w muzyce.